# Inger Nilsson (friidrottare)
Inger Nilsson, senare Rathsman, född 1 mars 1951 i Träslövs församling, är en svensk före detta friidrottare (sprinter) som tävlade för klubben Varbergs GIF.

## Personliga rekord
- 100 meter - 12,19 (Helsingborg 11 augusti 1974)
- 200 meter - 24,37 (Stockholm 18 juli 1974)
- 400 meter - 56,49 (Stockholm 18 juli 1974)